# Claassenia magna
Claassenia magna är en bäcksländeart som beskrevs av Wu, C.F. 1948. Claassenia magna ingår i släktet Claassenia och familjen jättebäcksländor. Inga underarter finns listade i Catalogue of Life.